# Disputa energetica Russia-Bielorussia

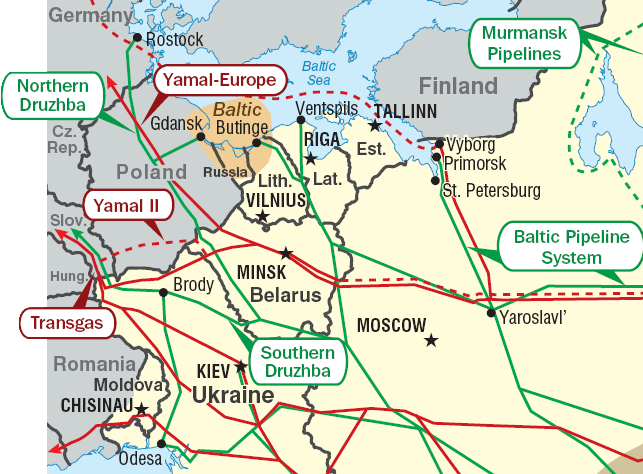
L'oleodotto dell'Amicizia parte dalla Russia e, attraversando la Bielorussia raggiunge i Paesi europei

La disputa energetica Russia-Bielorussia iniziò quando il monopolista russo del gas Gazprom richiese un aumento dei prezzi del gas alla Bielorussia, un paese strettamente alleato di Mosca e che formava una sorta di unione aperta con la Russia.
Essa si intensificò a partire dall'8 gennaio 2007, quando la compagnia statale degli oleodotti russi Transneft smise di pompare petrolio nell'Oleodotto dell'Amicizia che corre attraverso la Bielorussia in quanto la Bielorussia stava sottraendo il petrolio dall'oleodotto in assenza di mutuo accordo.
Il 10 gennaio, Transneft riprese le esportazioni attraverso l'oleodotto dopo che la Bielorussia accettò la tariffa che aveva provocato la crisi, nonostante messaggi differenti dai gruppo sullo stato delle negoziazioni.
L'oleodotto dell'Amicizia, il più lungo del mondo, fornisce circa il 20% del petrolio tedesco. Fornisce petrolio anche a Polonia, Ucraina, Slovacchia, Repubblica Ceca, ed Ungheria.

## Antefatti e situazione
Per molto tempo, il prezzo del gas per la maggior parte delle ex-repubbliche sovietiche era stato significativamente minore di quello per i Paesi Occidentali. Nel 2006 la Bielorussia pagava solo $46 per 1000 m3, un costo irrisorio se comparato ai $290 per 1000 m3 pagati dalla Germania. I sussidi annuali della Russia all'economia bielorussa erano di circa $4 miliardi, come disse il Presidente Vladimir Putin il 9 gennaio 2007. Nel 2006 la Russia annunciò un prezzo più alto per il 2007. Dopo che Aljaksandr Lukašėnka, Presidente della Bielorussia, ebbe rifiutato questo aumento, e senza ulteriori trattative, Gazprom minacciò di interrompere le forniture di gas alla Bielorussia dalle 10:00 MSK del 1º gennaio 2007. Entrambe le parti si accordarono alla fine sui seguenti termini:
- Il gas russo sarebbe stato venduto alla Bielorussia a $100 per 1000 m³ (invece che all'originale richiesta di Gazprom di $200 per 1000 m³)
- La Bielorussia avrebbe dovuto vendere a Gazprom il 50% del suo fornitore nazionale Beltransgaz per il prezzo massimo di $2.5 miliardi[7]
- I prezzi del gas per la Bielorussia si alzeranno gradualmente allineandosi a quelli del mercato europeo a partire dal 2011
- Le tariffe bielorusse per il transito del gas russo aumenteranno di circa il 70%[8]

Un'altra parte della disputa energetica ha riguardato il petrolio. Nel 1995, Russia e Bielorussia si erano accordate sul fatto che la Russia non avrebbe imposto nessuna tassa sul petrolio esportato in Bielorussia. In cambio, i ricavi di questo petrolio trattato in Bielorussia sarebbero andati per il 15% alla Bielorussia e per l'85% alla Russia. Nel 2001, la Bielorussia cancellò unilateralmente questo accordo mentre la Russia continuò le esportazioni prive di dazi. La Bielorussia si appropriò di tutti i ricavi, e molte compagnie petrolifere russe trasferirono i loro processi di produzione in Bielorussia. In questo modo, la Russia perse miliardi di dollari ogni anno. Il 18 dicembre 2006, la Russia pose fine a questa pratica, annunciando una tassa standard di $180 per tonnellata sulle esportanzioni di petrolio russo in Bielorussia. In risposta, la Bielorussia impose una tariffa di US$45 per tonnellata di petrolio che fluiva attraverso l'oleodotto dell'Amicizia, provocando le proteste russe che definivano illegale tale scelta e minacce di ritorsioni, dal momento che veniva a cadere l'accordo commerciale bilaterale. Solo le merci importate o esportate sarebbero state sottoposte a tariffa mentre quelle in transito non sarebbero state oggetto di tassazione. La Russia rifiutò di pagare le nuove tasse imposte dalla Bielorussia.
In risposta, la Bielorussia iniziò a sottrarre petrolio dall'oleodotto. Secondo Semyon Vainshtok, dirigente del monopolista russo degli oleodotti Transneft, la Bielorussia ha sottratto 79,900 tonnellate metriche di petrolio dal 6 gennaio. Vainshtok ha denunciato tale pratica come illegale e che lo spostamento è stato fatto "senza avvisare nessuno." Dal canto suo, la Russia interruppe il trasporto di petrolio dall'8 gennaio.
Una squadra bielorussa guidata dal Vice-Premier Andrėj Kabjakoŭ volò a Mosca il 9 gennaio per cercare una soluzione ma inizialmente non riuscì a iniziare le negoziazioni.
Il 10 gennaio, il governo bielorusso ha alzato la tariffa, e la Russia ha di conseguenza accettato di iniziare le negoziazioni. Il flusso petrolifero ha iniziato a confluire nuovamente dalle 05:30 GMT dell'11 gennaio.
Sulla scia della disputa, Gazprom acquisì un pacchetto pari al 50% dell'operatore degli oleodotti bielorussi Beltransgaz per 2,5 miliardi di US$.
Il 1º agosto 2007 la Gazprom ha annunciato una riduzione del 45% delle forniture verso la Bielorussa dal 3 agosto per inadempienza contrattuale. Secondo Gazprom la Bielorussa dovrebbe alla società 465 milioni di dollari per le forniture del primo semestre e dato che lo stato non avrebbe fornito garanzie certe sul pagamento del debito la società ha deciso di ridurre le forniture.

## Dispute correlate
La situazione riflette altre tensioni sui prezzi tra la Russia, una delle superpotenze globali dell'energia, e altri stati dall'inizio del 2005. Essi sono evidenti negli aumenti dei prezzi sul gas pagati dalla Moldavia (che ora spende US$170 per 1,000 metri cubi), Georgia (US$235 per 1,000 metri cubi) e Ucraina (che causerà la crisi del gas del 2006, la quale provocò un'interruzione di 4 giorni delle forniture all'Europa. Le negoziazioni con l'Azerbaigian stanno continuando, mentre l'Azerbaijan ha recentemente interrotto le esportazioni di petrolio verso la Russia.
Il 29 luglio 2006 la Russia bloccò le esportazioni di petrolio verso la raffineria di Mažeikių in Lituania dopo una fuoriuscita dall'oleodotto dell'Amicizia avvenuto nel Oblast' di Brjansk russo, presso il punto in cui si diparte un condotto verso la Bielorussia e la Lituania. La Transneft affermò che sarebbero occorsi un anno e nove mesi per riparare la parte danneggiata. Nonostante la Russia abbia citato motivi tecnici per l'interruzione delle forniture alla Lituania, la Lituania protesta affermando che il motivo reale sia la vendita da parte della Lituania della raffineria di Mažeikių alla compagnia polacca PKN Orlen.

## Impatto
Tutte le nazioni membri della IEA, che sono importatrici nette di petrolio, hanno l'obbligo legale di detenere scorte petrolifere di emergenza, equivalenti ad almeno 90 giorni di importazioni nette di petrolio dell'anno precedente.  Inoltre, a norma di regolamenti UE vi è l'obbligo di detenere riserve equivalenti a 90 giorni di consumo, in modo che diversamente dalla disputa russo-ucraina del 2006, i consumatori non vengano penalizzati. La Polonia possiede una riserva petrolifera pari ad 80 giorni., la Repubblica Ceca di 100 giorni. Se la disputa si fosse prolungata, è probabile che sarebbero state assicurate forniture alternative. I prezzi internazionali del petrolio non sono stati influenzati particolarmente.
I Paesi coinvolti hanno, comunque, espresso preoccupazione circa l'affidabilità degli oleodotti che dalla Russia transitano per la Bielorussia e circa la Bielorussia come intermediario.
Gli eventi hanno anche provocato la recrudescenza della discussione sulla politica del governo tedesco di spegnere le centrali nucleari in Germania.

## Reazioni
L'Unione europea ha richiesto una spiegazione "urgente e dettagliata", secondo il portavoce del Commissario per l'Energia Andris Piebalgs.
Piotr Naimski, vice ministro dell'economia polacco responsabile per la sicurezza energetica ha affermato "Questo mostra una volta di più che i litigi tra i vari paesi dell'ex-Unione Sovietica tra fornitori e Paesi di transito significano che queste consegne sono poco affidabili dalla nostra prospettiva."
Il Ministro dell'Economia tedesco Michael Glos ha dichiarato che la disputa ha mostrato che "le dipendenze unilaterali non devono essere permesse per lo sviluppo."
In seguito a un meeting con il Presidente della Commissione europea José Manuel Barroso a Berlino, la cancelliera tedesca Angela Merkel condannò l'azione, dichiarando che "Non è accettabile quando non vi sono consultazioni circa tali azioni". Ha poi proseguito affermando "Diremo sicuramente ai nostri partner russi, ma anche alla Bielorussia, che tali consultazioni sono il minimo quando vi sono problemi, e penso che quello dovrebbe divenire la normalità, come accade all'interno dell'Unione Europea." Barroso ha altresì dichiarato che "nonostante non vi sia un immediato rischio per le fotniture, non è comunque accettabile" che tali misure siano adottate senza una precedente consultazione.